# Dieter Hallervorden junior
Dieter Hallervorden jr. (* 1963 in West-Berlin) ist ein ehemaliger deutscher Kinderdarsteller.

## Leben und Wirken
Hallervordens Vater ist der Schauspieler und Komiker Dieter Hallervorden, seine Mutter die Schauspielerin Rotraud Schindler. Seine Auftritte in deutschen Spielfilmen und Fernsehserien hatte er als Kind und in seiner frühen Jugend. Später wandte er sich dem Studium der Germanistik zu. Der promovierte Germanist lebt als Autor und Literaturwissenschaftler zurückgezogen im Saarland. Er ist der Bruder von Nathalie Hallervorden und der Halbbruder von Johannes Hallervorden.

## Filmografie
- 1969: Die Hochzeitsreise
- 1969: Mehrmals täglich
- 1977: Die drei Klumberger (Fernsehserie, 9 Folgen)
- 1978: Nonstop Nonsens (Fernsehserie, 1 Folge)